# Marcomannia
Marcomannia era il nome che, come ci tramanda la Historia Augusta, l'imperatore romano Marco Aurelio intendeva dare alla provincia che progettava di istituire al termine delle guerre marcomanniche. Corrispondeva ai territori dell'attuale Slovacchia occidentale, Cechia orientale (Moravia) e Austria nord-orientale (Bassa Austria).

## Territorio
Il suo territorio comprendeva l'attuale Moravia e Slovacchia, a nord del Danubio, vale a dire a nord del limes dell'impero romano, che da Vindobona (odierna Vienna) conduceva ad Aquincum (odierna Budapest). Un caposaldo dell'occupazione romana in questa regione era la zona di Mušov (dove erano presenti vexillationes della legio X Gemina) a una cinquantina di km a nord di Carnuntum (sede della legio XIV Gemina), come pure a Trenčín (in Slovacchia), dove è stata trovata un'iscrizione che celebra la vittoria di Marco Aurelio e dei 2855 soldati della legione II Adiutrix nella località chiamata come Leugaricio.

## Popoli
I popoli che dovevano far parte di questa nuova provincia romana erano: i Marcomanni, i Quadi, i Naristi, i Cotini e forse Osii ed Anartii.

## Storia

### Tiberio e Maroboduo (nel 6 d.C.)

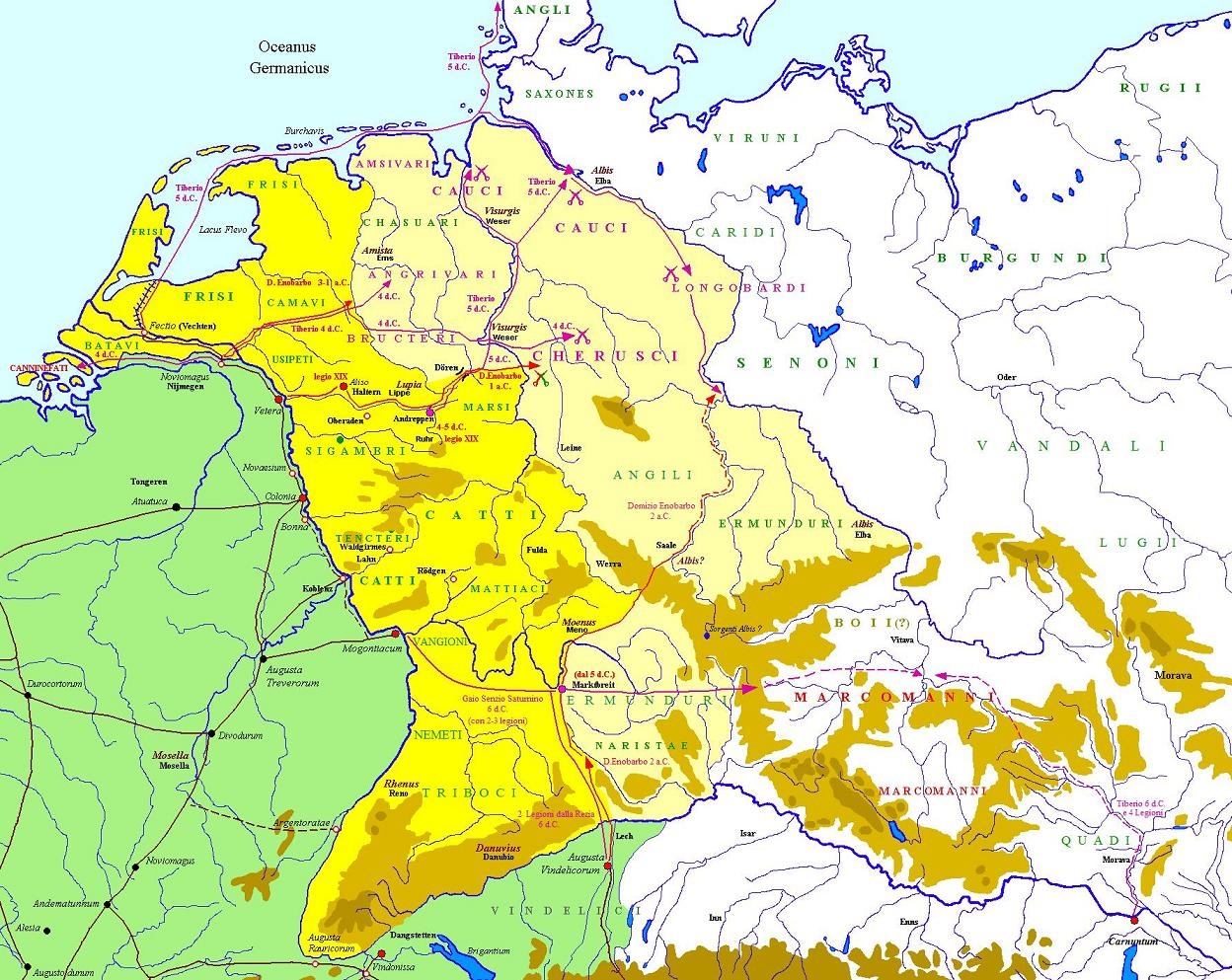
Le campagne germaniche di Domizio Enobarbo del (3-1 a.C.), di Tiberio e del suo legato, Gneo Senzio Saturnino, del 4-6, e la nuova provincia di Germania Magna.

Occupata l'intera Germania settentrionale e centrale fino all'Elba, mancava soltanto la parte meridionale, ovvero la Boemia, per completare l'opera di conquista dell'intera area germanica. Era necessario, pertanto, annettere anche il potente regno dei Marcomanni di Maroboduo. Tiberio aveva progettato tutto e nel 6 cominciava questa campagna che credeva, l'ultima.
Con una manovra "a tenaglia", Senzio Saturnino avrebbe dovuto muoversi da Moguntiacum (o dalla fortezza legionaria di Marktbreit, posizionata lungo il fiume Meno) con 2-3 legioni (si trattava forse delle legioni XVII, XVIII e XIX o XVI Gallica) che dovevano congiungersi all'esercito di Rezia (formato probabilmente dalla I Germanica e dalla V Alaudae).
Tiberio procedeva, invece, dal fronte sud-orientale, da Carnuntum sul Danubio, con altre 4-5 legioni (VIII Augusta dalla Pannonia, XV Apollinaris e XX Valeria Victrix dall'Illirico, XXI Rapax dalla Rezia, XIII Gemina, XIIII Gemina e dalla Germania Superior e un'unità sconosciuta), e doveva inoltrarsi prima in Moravia (dove sono state trovate tracce di un accampamento legionario a Mušov) e poi nel cuore della Boemia, il centro del potere di Maroboduo.
A cinque giorni prima di riunirsi, gli eserciti furono fermati dalla rivolta in Pannonia e Dalmazia.

### Marco Aurelio e la provincia di Marcomannia (?)
Una volta liberate le province romane di Rezia, Norico e Pannonia, dopo duri e ripetuti scontri nel corso di oltre un anno di guerra (nel 170/171). Marco Aurelio decise di passare al contrattacco nel 172, penetrando in territorio germanico, risalendo i fiumi:
- Morava (o March), Thaya, Dyje e Jihlava, a nord della fortezza legionaria di Carnuntum;
- Nitra, Waag (o Vah) a nord della fortezza legionaria di Brigetio;
- e Hron (dal latino "Granua") a nord del forte di Solva.

Fu così che i Romani occuparono buona parte dei territori a nord del Danubio, sottomettendo totalmente le popolazioni abitanti l'odierna Moravia e Bassa Austria (Naristi, Marcomanni e Cotini), confinanti con la provincia romana della Pannonia superiore.
E mentre Marco stava cominciando la sua ultima campagna contro le popolazioni della piana della Tisza nel 175, giunse all'imperatore la triste notizia che Avidio Cassio, governatore di Siria, si era ribellato e autoproclamato imperatore in buona parte delle province orientali. Marco Aurelio fu costretto ad abbandonare la guerra contro gli Iazigi e le popolazioni della piana della Tisza e recarsi in Oriente per affrontare Avidio Cassio e metter fine alle sue pretese al trono.
La rivolta di Avidio Cassio sospendeva per la seconda volta la guerra contro le popolazioni sarmatiche e suebe. La Historia Augusta ricorda, infatti, che Marco avrebbe desiderato fare della Marcomannia e della Sarmatia due nuove province, ma l'impero era troppo debole per poter assorbire delle terre germaniche.

### Campagne in Marcomannia nel IV secolo
Sappiamo che nel 358, l'imperatore Costanzo II, decise di recarsi a Brigetio, trasferendo lì i propri quartieri generali. Egli era intenzionato a spegnere gli ultimi focolai di guerra presso i Quadi, che si agitavano ancora nelle regioni circostanti. Il loro capo Vitrodoro, figlio del re Viduario, ed il vassallo Agilimundo, oltre ad altri nobili e notabili, che erano a capo di quei popoli, all'apparire dell'esercito nel "cuore del loro regno", si gettarono ai piedi dei soldati romani ed ottennero il perdono, consegnando i loro figli come ostaggi e promettendo che sarebbero rimasti fedeli ai patti.
Venti anni più tardi anche Valentiniano I (nel 375), decise di marciare in territorio nemico contro i Quadi, ponendo a capo di tutto l'esercito, il generale di origine franca, Merobaude (affiancato dal comes rei militaris, Sebastiano), che sembrava avere più degli altri esperienza militare.
Le operazioni militari si protrassero fino all'autunno di quell'anno (375) e le armate romane, come era successo due secoli prima all'epoca delle guerre marcomanniche, penetrarono profondamente nel territorio dei Quadi, lungo i fiumi Nitra e Waag (o Váh) ad ovest della fortezza legionaria di Carnuntum ed a nord di quelle di Brigetio e Celamantia.
(Ammiano Marcellino, Storie, XXX, 5.14)